# أطوار الزهرة

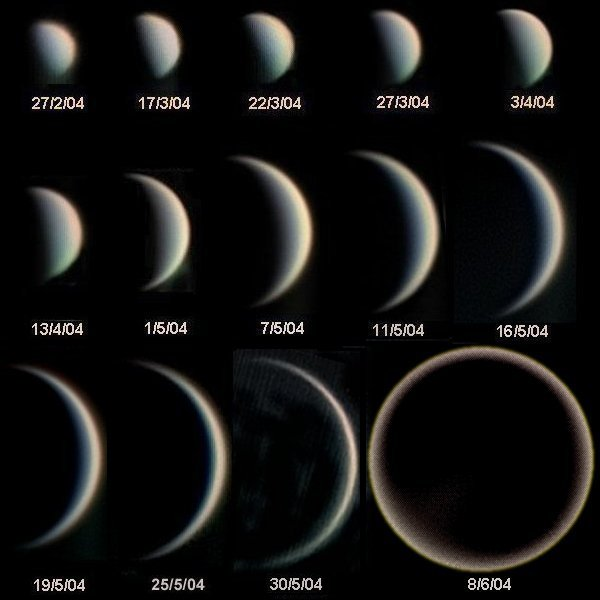
أطوار الزهرة والتغير في قطره الزاوّي

مراحل كوكب الزهرة هي التغيرات التي يمر بها لإشكال ضوء الشمس التي تنعكس على سطح الكوكب مثلما مراحل القمر. وسُجِلت أول ملاحظات مسباريه التي قام بها العالم الإيطالي غاليليو غاليلي في عام 1610م. وعلى الرغم من ذلك لُوِحظت مرحلة هلال الزهرة الكاملة بالعين المجردة إلا انه لا توجد ملاحظات تاريخية سابقة على المسبار ولا سبيل إلى الشك بذلك. [1]

## الرصد
تنجم أطوار أو مراحل كوكب الزهرة عن دوران الكوكب حول الشمس داخل مدار الأرض مما يُتيح للمراقب بالتلسكوب سلسلة من الإضاءة التدريجية الماشبهة لأطوار القمر. وتظهر مرحلة الضوء كاملاً على شكل على شكل قرص عندما يكون على الجانب المعاكس لإتجاه الشمس، بينما تظهر مرحلة ربع الضوء على شكل ربع قرص عندما يكون في أقصى استطالة مع الشمس، ويظهر كوكب الزهرة عند رؤيته بالمسبار قرصًا رقيقًا محاط بهالة من الضوء عندما يكون في الجانب القريب ما بين الأرض والشمس نظرًا لإنعكاس ضوء الشمس بسبب كثافة الغلاف الجوي لكوكب الزهرة. ويستغرق دوران الكوكب حول نفسه 584 يومًا (الوقت الذي يستغرقه كوكب الزهرة ليتجاوز الأرض في دورانه حول الشمس). ومقارنة لحجم كوكب الزهرة بالنسبة لحجم كوكب الأرض يتغير بنسبة 9.9 ثانية القوس عندما يكون قرصًا كاملاً (الاقتران العلوي)، ويصل كوكب الزهرة إلى حد أقصى بقدر 68 ثانية القوس عندما يكون قرصًا جديدًا (الاقتران الادنى). بينما يصل كوكب الزهرة قدره الظاهري إلى اقصى درجة له 5.4- عندما يكون قوسًا متوسطًا في مداره على بُعد 68 مليون كيلومتر من الأرض (يبلغ 28% من قربه للأرض وحقيقة انه مُضاء).

## تاريخ أول اكتشافات أطوار كوكب الزهرة

رسم تخطيطي لمدار الزهرة وعلاقته بالأرض الذي لاحظه غاليليو غاليلي في عام 1610

كانت أول الملاحظات الشائعة للأطوار الكاملة لكوكب الزهرة التي شاهدها العالم غاليليو في نهاية عام 1610، وعلى الرغم من عدم نشر تلك الملاحظات حتى عام 1613 في كتاب ”Letters on Sunspots”. لاحظ غاليلي باستخدام المسبار مرور كوكب الزهرة بمجموعة من الأطوار ولم يتضح هذا الأمر من قبل في نظرية نموذج مركزية الأرض (أي عجز نظرية نموذج مركزية الأرض عن إيضاح كوكب الزهرة بالكامل من منظور الأرض وذلك وفقًا لما يتطلبه نموذج مركزية الأرض يجب أن يكون على الجانب البعيد من الشمس وهو امرًا مستحيلاً إذا كان مدار كوكب الزهرة يقع بأكمله بين الأرض والشمس). استُبعِدت هذه الملاحظة بشكل اساسي نموذج مركزية الأرض وكانت هذه الملاحظة متوافقة فقط مع نموذج كوبرنيكوس و نموذج تيكونيك والنماذج الآخرى لمركزية الأرض مثل كابيلان وجيوفاني باتيستا ريتشيولي.
وحدث بعض من الجدل حول مطالبة غاليليو برصد مراحل الزهرة لأول مرة في ديسمبر من عام 1610، حيث تلقى غاليليو رسالة من زميل العلم بينديتو كاستيلي يسأل عما إذا كان من الممكن رصد مراحل كوكب الزهرة عن طريق مسبار غاليليو الجديد. وكتب غاليليو بعد عدة أيام رسالة إلى يوهانس كيبلر يقول انه لاحظ كوكب الزهرة يمر بمراحل ولكن غاليليو نسب الفضل الكامل لنفسه. ولم يتضح أن غاليليو يفتقر إلى نسخ أي مراسلات سابقة سواءً كان كاستيلي يخبر جاليليوعن تلك الملاحظات لأول مرة  أو يرد على إبلاغ غاليليو بها مسبقًا.
أرسل غاليليو رسالة إلى كيبلر تتضمن جملة جناس ناقص تفيد بأن كوكب الزهرة مر بمراحل، وعلى الرغم من أنه لم تكن تقنية تشفير الإعلانات في الرسائل شائعة في ذلك الوقت إلا أنه تم تشفير رسالة غاليليو إلى كيبلر حتى لا يتمكن كيبلر من معرفة غاليليو قبل أن يقوم بملاحظات أكثر شمولاً ودقّة.
Cynthiae figuras aemulatur mater amorum (أُم الحب تُحاكي شكل سينثيا
ودمج الحروف في جناس غريب
Haec immatura a me i frustra leguntur oy (هذه الآن أصغر من أن أقرأها)
حيث كانت تعتبر سينثيا صفة شعبية للقمر، وأُم الحب يٌقصد بها الزهرة.

## رؤية كوكب الزهرة بالعين المجردة
يمكن للاشخاص الذين يتمتعون بنظر سليم رؤية مرحلة قرص الزهرة كحد أقصى دون استخدام التلسكوب. فأن الزاوية الأصغر لرؤية الإنسان حوالي دقيقة واحدة من القوس. ويُقاس القرص الكامل لهلال الزهرة بحسب المسافة من الأرض مابين 60.2 و 66 من ثانية القوس.
وصف علماء الفلك في بلاد الرافدين في  مخطوطة مسمارية بأن عشتار (الزهرة) له أطوار فُسرت على أنها تشير إلى رصد هلال الزهرة، بينما وصفته آلهة رافدين أخرى بالقرنية لذلك كان من الممكن أن تكون تلك العبارة مجرد رمز للألوهية.

## وصلات خارجية
- ملاحظات ونظريات حركة الكواكب السيَارة
- كوكب الزهرة يُرى بالعين المجردة
- أوين جينجيريتش - دليل تجريبي و / أو إقناع — محاضرة حول ملاحظة جاليليو لمراحل كوكب الزهرة من مؤرخ العلوم الشهير
- يوتيوب الرسوم المتحركة لمراحل كوكب الزهرة تنبأ بها نموذج بطليموس نظرية مركزية الأرض
- يوتيوب الرسوم المتحركة لمراحل كوكب الزهرة التي تنبأ بها نموذج مركزية الشمس (وكذلك ضمنيا نماذج مركزية مركزية جغرافية مثل Tychonic)